# Ондивьела, Франсес
Франсес Ондивьела (исп. Frances Ondiviela, исп. Francisca Ondiviela Otero; род. 19 мая 1963, Гран-Канария, Канарские острова, Испания) — известная мексиканская и испанская актриса и фотомодель.

## Биография
Родилась на Канарских островах, где её родители находились на отдыхе.

### Фотомодель
Имеет рост 175 сантиметров. В 1980 стала победительницей титула «Мисс Испания». Участвовала в конкурсе «Мисс Вселенная 1981».

### Актриса
С начала 1980-х начала сниматься в кино и сериалах. Успех пришёл в 1989, когда актриса исполнила роль злодейки Наталии Пресиадо в культовом мексиканском сериале «Просто Мария». В Мексике актриса считается самой красивой и популярной. Снимается не только у себя на родине в Мексике, но также в Испании, США (телесериалы киностудии Televisa) и Колумбии (сериалы киностудии Telemundo).

## Фильмография[2]
- 2011 Как говорится (сериал) Como dice el dicho
- 2010—2011 Ева Луна (сериал) — Дебора Альдана
- 2009—2010 Пока деньги не разлучат нас (сериал) — Hasta que el dinero nos separe — Rosaura Suárez de De la Grana «La Casada»
- 2007—2008 Загнанная (сериал) — Acorralada — Октавия Аларкон де Ирасабаль
- 2007-… Гроза в раю (сериал) — Tormenta en el paraíso — Тереса Браво
- 2006 Самая прекрасная дурнушка (сериал) — La fea más bella — Диана Медина
- 2005 Наперекор судьбе (сериал) — Contra viento y marea — Лисенсиада Мендоса
- 2005 Мачеха (сериал) — La madrastra — Франсес Ондивьела не упомянута на русской и испанской вики-страницах этого сериала
- 2004 Mujer de madera (сериал) — Хеорхина Барренечея
- 2003—2006 Женщина, случаи из реальной жизни (сериал с 1985) — Mujer, casos de la vida real — 8 эпизодов (2003—2006)
- 2003 Истинная любовь (сериал) — Amor real — Мария де ла Рохетте
- 2002—2003 Дикая кошка (сериал) — Gata salvaje — Мария Хулия Родригес
- 2000 Всегда буду любить тебя (сериал) — Siempre te amaré — Виолета Гаррай
- 1999 Мятежная душа (сериал) — Alma rebelde — Исабела Чабела
- 1998 Что происходит с нами? (сериал) — ¿Qué nos pasa?
- 1998 Noche de paz (короткометражный)
- 1997 Здоровье, деньги и любовь (сериал) — Salud, dinero y amor — Адриана Ривас Качо де Фонтанот
- 1996 Лус Кларита (сериал) — Luz Clarita — Барбара Ломели
- 1995 На одно лицо (сериал) — Bajo un mismo rostro — Мелиса Папандреу
- 1995 Мария из предместья (сериал) — María la del Barrio — Сесилия
- 1994 Perfume, efecto inmediato
- 1994 Маримар (сериал) — Marimar — Бренда Икаса
- 1993 Между жизнью и смертью — Entre la vida y la muerte (сериал) — Ивонна дель Кастильо
- 1992 Дедушка и я (сериал) — El Abuelo y yo — Фернанда Росалес де Диас-Урибе
- 1992 Американские горки (сериал) — Carrusel de las Américas — эпизод
- 1990 Достичь звезды Alcanzar una estrella (сериал) — Лола
- 1989 Cita con la muerte — эпизод
- 1989 Просто Мария (сериал) — Simplemente María — Наталия Пресиадо (злодейка)
- 1988—1989 Отмеченное время (сериал) (1986—1990) — Hora Marcada — жена негра
- 1972—2004 Один, два, три… ответьте снова (сериал) — Un, dos, tres… responda otra vez — секретарша

под именем Пат Ондивьела:
- 1983 Хуана сумасшедшая… иногда Juana la loca… de vez en cuando
- 1983 Удары паники — Latidos de pánico — Julie
- 1983 El Cid cabreador
- 1983 J.R. contraataca — секретарша
- 1982 Jugando con la muerte — Сусана